# Spring község
Spring község (románul: Comuna Șpring) község Fehér megyében, Romániában. Központja Spring, beosztott falvai Drassó, Gyertyános, Konca, Vingárd, Árvádtanya.

## Népessége
A 2011-es népszámlálás adatai alapján a község népessége 2420 fő volt.